# Каптал

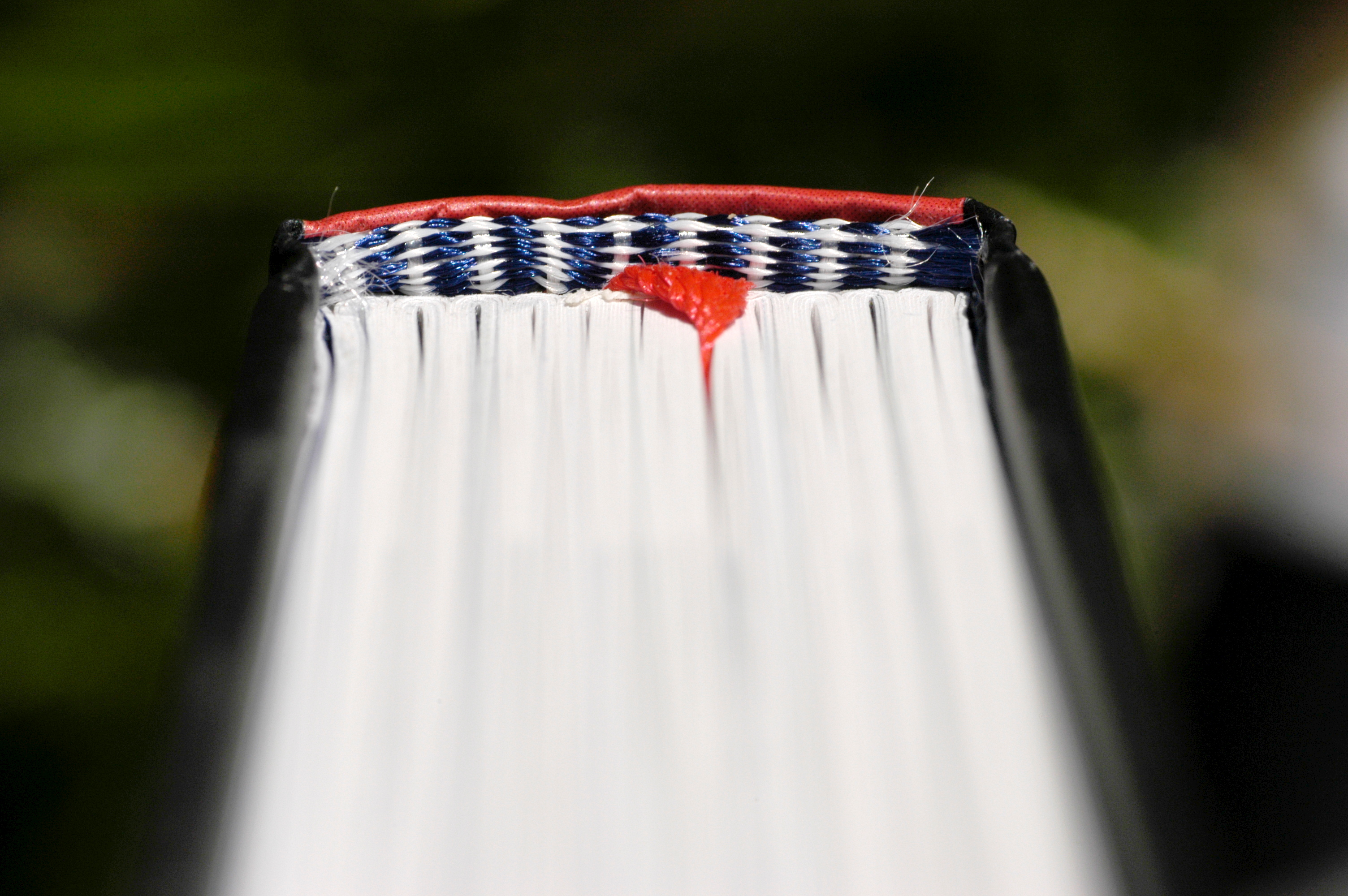
Каптал

Капта́л, или капта́льная лента, — элемент книжного переплёта, используемый для крепления книжного блока к переплётным крышкам. Придаёт конструкции книги дополнительную надёжность. Располагается в верхней и нижней частях корешка книги, представляет собой поперечный жгут или шнур, соединённый с тетрадями блока шитьём и закреплённый на ребре крышки. Средневековые капталы обычно оплетались цветными нитями для красоты.

## Разновидности капталов
- Плетёный нитяной каптал
- Плетёный каптал из полоски кожи
- Тканевый каптал